# جيمس وولي
جيمس وولي (بالإنجليزية: James Woolley)‏ هو عازف لوحة المفاتيح أمريكي، ولد في 26 سبتمبر 1966، وتوفي في 14 أغسطس 2016.

## وصلات خارجية
- جيمس وولي على موقع ميوزك برينز (الإنجليزية)
- جيمس وولي على موقع ديسكوغز (الإنجليزية)